# Kurt Waeger
Kurt Waeger (* 6. Februar 1893 in Schöneberg; † 18. Juni 1952 in Winsen (Luhe)) war ein deutscher General der Artillerie im Zweiten Weltkrieg sowie von 1942 bis 1944 Chef des Rüstungsamtes beim Reichsministerium für Bewaffnung und Munition.

## Leben
Kurt Waeger wurde als Sohn eines Geheimrats geboren. Er trat am 3. April 1911 als Fähnrich in das 2. Pommersche Feldartillerie-Regiment Nr. 17 in Bromberg ein und wurde dort am 18. August 1912 zum Leutnant befördert. Es folgte die Teilnahme am Ersten Weltkrieg sowie nach Kriegsende die Übernahme in die Reichswehr. Man setzte ihn anfangs beim 2. (Preußisches) Artillerie-Regiment (Schwerin) als Batterieoffizier und Regimentsadjutant ein und beförderte ihn am 1. Februar 1926 zum Hauptmann. Als solcher übernahm er im Mai 1929 die 13. (reitende) Batterie des 3. (Preußischen) Artillerie-Regiments in Potsdam. Ende 1933 wechselte er zum Stab des Grenzabschnittskommandos Oppeln und im folgenden Jahr in den Stab des Infanterieführers VI (Tarnname für die 22. Infanterie-Division) nach Bremen, wo er als Erster Generalstabsoffizier (Ia) tätig war. Im Sommer 1937 wurde er als Oberstleutnant zum Chef des Stabes im Heereswaffenamt ernannt, was er bis zum Frühjahr 1941 blieb.
Nach der zwischenzeitlichen Beförderung zum Oberst wurde er anschließend Chef des Stabes des neugebildeten LIII. Armeekorps, mit dem er am Angriff auf die Sowjetunion teilnahm. Im Januar 1942 löste er Wilhelm Hasse als Chef des Generalstabs der 18. Armee (Heeresgruppe Nord) ab. Wenig später folgte die Beförderung zum Generalmajor. Im November 1942 wurde er als Nachfolger von Georg Thomas zum Chef des Rüstungsamtes im Reichsministerium für Bewaffnung und Munition unter Albert Speer ernannt und zugleich „beauftragt mit dem Arbeitseinsatz der bei den Erprobungs- und Versuchsstellen eingesetzten Kräfte“. Im Laufe seiner zweijährigen Tätigkeit auf diesem Posten wurde er bis zum General der Artillerie befördert und bei seinem Ausscheiden im November 1944 mit dem Ritterkreuz des Kriegsverdienstkreuzes mit Schwertern ausgezeichnet. Gleichzeitig mit Waeger verließ auch der bisherige Leiter des Zentralamtes Willy Liebel das Rüstungsministerium, die Kompetenzen der beiden Amtschefs wurden an Theo Hupfauer übertragen.
Im Dezember 1944 in die Führerreserve des OKH versetzt, erhielt Waeger Ende Januar 1945 eine neue Verwendung als Kommandierender General des wiederaufgestellten V. Armeekorps. Mit diesem nahm er im Verband der 4. Panzerarmee an den Endkämpfen in der Lausitz und im Erzgebirge teil. Aus der Kriegsgefangenschaft wurde er 1948 entlassen.
Waegers letzte Ruhestätte befindet sich in einem Kriegsgräber-Reihengrab auf dem Friedhof in Winsen (Luhe).

## Auszeichnungen
- Eisernes Kreuz (1914) II. und I. Klasse[1]
- Verwundetenabzeichen (1918) in Schwarz[1]
- Deutsches Kreuz in Gold am 29. Oktober 1942
- Ritterkreuz des Kriegsverdienstkreuzes mit Schwertern am 27. November 1944
- Ehrendoktorwürde (Dr.-Ing. h. c.) 1944